# Anoectochilus annamensis
Anoectochilus annamensis é uma espécie de orquídea, família Orchidaceae, descoberta no Vietnã e descrita em 2005. Suas flores são multicoloridas.

## Publicação e sinônimos
- Anoectochilus annamensis Aver., Rheedea 15: 83 (2005).